# آدام ازنو
آدام ازنو (عربی: أدم أزنو بن الشيخ؛ زادهٔ ۲ ژوئن ۲۰۰۶) بازیکن فوتبال اهل مراکش است که در حال حاضر برای باشگاه فوتبال بایرن مونیخ بازی می‌کند. 
از باشگاه‌هایی که در آن بازی کرده است می‌توان به باشگاه فوتبال بایرن مونیخ اشاره کرد.
وی همچنین در تیم‌های ملی فوتبال زیر ۱۵ سال مراکش، زیر ۱۶ سال اسپانیا، زیر ۱۷ سال اسپانیا، زیر ۱۷ سال مراکش، و زیر ۲۳ سال مراکش بازی کرده است.